# Parco di Capodimonte
Il parco di Capodimonte, già Real parco di Capodimonte, è un parco cittadino di Napoli, ubicato nella zona di Capodimonte, antistante l'omonima reggia.
Nel 2015 si sono registrati 974 531 visitatori, risultando il settimo sito museale italiano statale più visitato.

## Storia

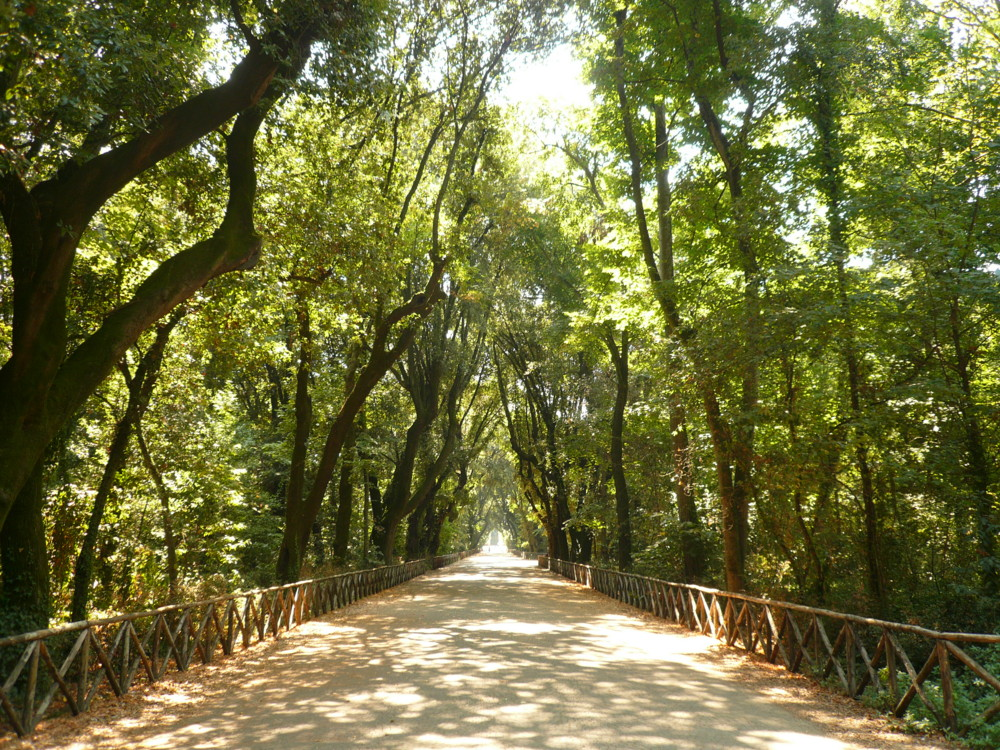
Viale di mezzo

Utilizzato già a partire dal 1735 per l'attività venatoria di Carlo III di Spagna, sua grande passione, la realizzazione del parco di Capodimonte inizia nel 1742, per terminare nell'anno successivo, sotto la guida dell'architetto Ferdinando Sanfelice: questo realizza, in un'area di centoventiquattro ettari, che comprende anche la costruenda reggia di Capodimonte, un parco di grande impatto visivo e prospettico, classico della visione illuminista, ma allo stesso tempo scenografica, rifacendosi all'influsso dell'epoca tardo barocca, con zone panoramiche grazie alle vedute su Posillipo, la collina di San Martino ed il Vesuvio; si provvede inoltre al restauro di tutte le strutture presenti nel parco, adibite ad abitazioni, chiese, fabbriche o aziende agricole. A seguito del ritorno sul trono del regno delle Due Sicilie di Ferdinando I delle Due Sicilie dopo la breve parentesi del decennio francese, il parco viene aperto due volte l'anno a tutti i cittadini, in concomitanza di festività religiose, per consentire il raggiungimento dell'eremo dei Cappuccini, posto ai confini del bosco. Tra il 1836 ed il 1837 vengono eseguiti dei lavori di riqualificazioni sotto la guida del botanico Friedrich Dehnhardt: questi introduce il classico giardino all'inglese, in particolare nelle aiuole che circondano la reggia, e pone a dimora essenze arboree, alcune delle quali rare ed esotiche, come la Thuja e l'eucalipto; provvede inoltre alla sistemazione dei belvedere, liberando la veduta sul Vesuvio e sul golfo di Napoli.
Dopo l'unità d'Italia, anche i Savoia utilizzano il parco principalmente per battute di caccia: le principali novità in questo periodo, compreso tra il 1878 ed il 1900, sono l'introduzione delle palme, classiche del gusto orientale del periodo, e la sistemazione del belvedere con veduta su Napoli, con la creazione di una fontana riutilizzando le statue in precedenza poste lungo i viali del parco, in particolar modo dalla zona del giardino Torre. Fortemente danneggiato durante la seconda guerra mondiale, fu riaperto al pubblico il 3 marzo 1951, mentre tra il 1966 ed il 1967 viene restaurato, in occasione dell'inaugurazione del museo nazionale di Capodimonte, e aperto come parco pubblico, seguito da nuovi interventi tra il 1990 ed il 2000.

## Descrizione

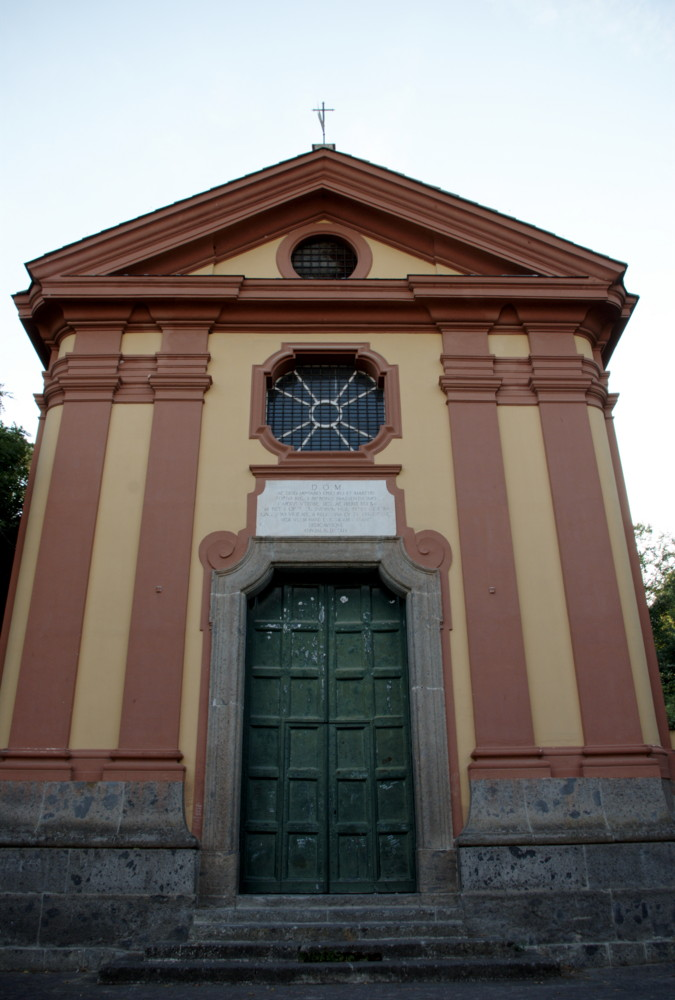
Chiesa di San Gennaro, uno degli edifici all'interno del parco

Il parco di Capodimonte si estende per una superficie di centoventiquattro ettari, protetto in parte da una cinta muraria realizzata negli anni '20 del XIX secolo: dello stesso periodo sono anche due porte d'ingresso, Porta Grande, lungo la via Ponti Rossi, con due garitte di guardia laterali, e Porta Piccola, con le garitte costruite nel 1835 e rimaneggiata fortemente nel corso del tempo; una terza porta, Porta Caccetta, viene creata nel 1816, ampliata nel 1834, demolita durante la metà del XX secolo e ripristinata agli inizi degli anni 2000. Prima dell'ingresso al cuore centrale del parco si passa dinanzi ai giardini della reggia, così chiamati perché posti intorno alla struttura che ospita il museo di Capodimonte, e conosciuti anche con il nome di Spianato: si tratta di ampie aiuole a prateria, realizzate alla fine del XVIII secolo, arricchite poi a partire dal tardo ottocento con palme delle Canarie, Washingtonia, gruppi di Phoenix reclinata, Chamaerops humilis, Cycas revoluta e Livistona chinensis; sono andate perdute invece le bordature della aiuole fatte da piante da fiori, in particolare rose.
L'accesso al parco vero e proprio, quello dove si sviluppa il bosco, è consentito da tre porte: la principale è la Porta di Mezzo, con cancello in ferro battuto, ritenuto essere uno dei più eleganti esempi di opere del rococò napoletano, completata nel 1736 ed originariamente ornata con stemmi ed effigi borboniche, oltre ad essere affiancata da corpi di guardia ed abitazione del custode, realizzato da Antonio Canevari e portati a termine da Ferdinando Fuga, la Porta di Miano, realizzata tra il 1837 ed il 1840, e la Porta di Santa Maria dei Monti, costruita o alla fine del XVIII secolo o dai francesi, in seguito caduta in disuso e così chiamata per mezzo di un antico monastero posto nelle vicinanze. Nel parco si contano oltre quattrocento varietà di alberi secolari come querce, lecci, olmi, tigli e castagni: accanto a queste, in passato, erano presenti coltivazioni di alberi da frutta, in particolar modo agrumi; inoltre, quando la zona era adibita a riserva di caccia reale, si incontravano tortore, beccafichi, tordi, fagiani di importazione boema, lepri, conigli e cervi. Superata quindi la Porta di Mezzo si accede ad una spianata dalla forma ellittica da cui partono a ventaglio cinque vialoni, decorati originariamente con panchine, finte rovine, come il cosiddetto Grottino in opus listatum, e statue, alcune sistemate da Ferdinando Fuga, andate in larga parte perdute: tra le poche superstiti sono la statua del Gigante, realizzata con frammenti di marmo antico ed i Mesi. Dei cinque viali, quello centrale, detto anche di Mezzo, ha una lunghezza di centoventicinque metri ed è costeggiato da lecci, i quali, tramite la potatura dei rami, formano una sorta di galleria; da ogni viale inoltre si dipartono numerosi sentieri che si addentrano nel bosco.

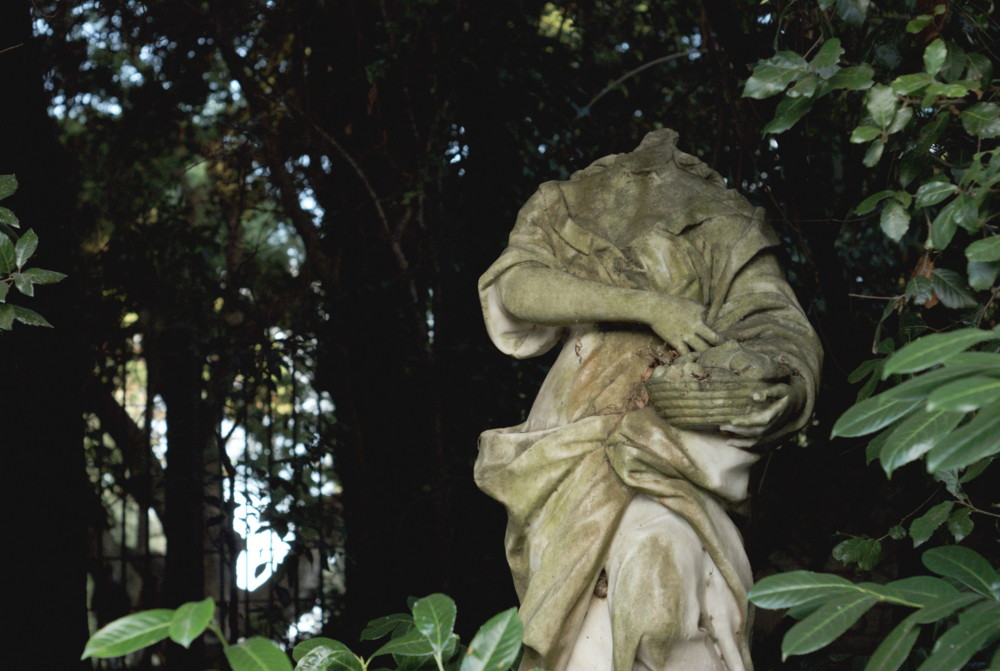
Statua nel parco

All'interno del parco si riscontrato diversi edifici utilizzati nel corso del tempo per i più svariati motivi: il Casino dei Principi, è stato nel 1826 la residenza dei figli di Francesco I delle Due Sicilie, la Real Fabbrica della Porcellana, restaurata da Ferdinando Sanfelice nel 1743 e divenuta in seguito sede di un istituto professionale per la lavorazione della ceramica, la chiesa di San Gennaro, voluta da Carlo di Borbone per tutti gli abitanti del parco e realizzata nel 1745, l'eremo dei Cappuccini, costruito tra il 1817 ed il 1819 con forme neogotiche, come voto da parte di Ferdinando per la riconquista del regno dopo l'invasione francese e divenuto sede nel 1950 dell'Opera per la salute del fanciullo, il Casino della Regina, originariamente luogo di riposo durante le battute di caccia e donato successivamente, intorno al 1840, da Ferdinando II delle Due Sicilie alla madre Maria Isabella di Borbone-Spagna e il fabbricato Cataneo, utilizzato per diverse mansioni fino a diventare il luogo dove gli operai ricevano le mansioni per la cura del bosco. La maggior parte di questi edifici era circondata, fino ai restauri del XIX secolo, da orti e frutteti, in modo da creare una sorta di giardino delle delizie; tra i pochi superstiti il cosiddetto giardino Torre: restaurato nel 1999, è posto nell'ultima parte del viale di mezzo e si distinguono al suo interno le parti dedicate alle colture, in particolar modo agrumi, o comunque alberi da frutta, tant'è che una zona prendeva il nome di frutteria. Altri giardino sono la Purpignera, adibito probabilmente alla riproduzione di essenze aromatiche, e il giardino segreto, con vasca centrale circolare, nel quale erano coltivate piante da frutta rare, gelsi e ananas. Nel 2012 è stato avviato un progetto di recupero dell'orto, esteso per oltre duemila metri quadrati e di piccolo vivaio con coltivazioni tipiche della zona del napoletano come il pomodoro di San Marzano, il fagiolo cannellino di Acerra, la papaccella napoletana. Tra le strutture dedicate alla custodia degli animali: il maneggio, la fagianeria, in origine una polveriera, la capraia, la vaccheria e diversi colombari per la riproduzione degli uccelli, questi ultimi creati nelle aree dei valloni.
Sono quattro i valloni a ridosso del parco: il vallone Amendola, dei Cervi, di Miano e di San Gennaro; l'ultimo di questi è attraversato da un ponte, chiamato Ponte dell'Eremo, alto circa venti metri.